# Українське кіно 1930—1940-х років
Українське кіно 1930—1940-х років характеризується втратою автономії від Москви, репресіями проти культурних діячів, підпорядкуванням кіноіндустрії військовим потребам.
У жовтні 1930 року республіканську кіноорганізацію ВУФКУ було реорганізовано в «Українафільм», яка вже не мала автономії своєї попередниці та підпорядковувалася безпосередньо «Союзкіно».
В естетичному плані український, як і весь радянський, кінематограф перебуває під вимушеним впливом «соціалістичного реалізму». Фільми, які не відповідають, вимогам цього стилю, переробляються, цензуруються, забороняються.

## «Українафільм»
У жовтні 1930 року Всеукраїнське фотокіноуправління розформовується, перетворюється на «Українафільм», підпорядковане «Союзкіно». Одеська кіностудія та Київська кінофабрика починають підпорядковуватися безпосередньо Москві. Ще раніше в 1928 році Ялтинська кінофабрика переходить в управління «Востоккіно».
У «Кіно-Газеті» абревіатура ВУФКУ остаточно зникає вже в серпневому номері за 1930 рік, в журналі «Кіно» — в № 17 за жовтень 1930 року. У наступному номері журналу проголошується «нещадна боротьба з „аполітичністю“ в кіні, естетством, з головокрутним експериментаторством заради експериментаторства, з голим формалізмом, з ідеологічним впливом буржуазних і дрібнобуржуазних течій закордонної кінематографії, з ліво-інтелігентським спрощенством…».

## Розстріляні 30-ті
З кінця 1920-х років в УСРР починається згортання процесу українізації та початку формування цензури щодо української культури. Ще в квітні 1926 року в листі до Лазара Кагановича Сталін критикував національні тенденцій у КП(б)У, зокрема діяльності Миколи Хвильового та Олександра Шумського. З цього моменту починається наступ партійної преси на українську літературу, який зокрема призводить до цькування українських письменників, саморозпуску прогресивно налаштованої групи ВАПЛІТЕ у січні 1928 року та подальше кримінальне переслідування деяких українських літераторів.
Цензура та доля українського Розстріляного відродження не оминає і багатьох кінематографістів. Утиску зазнає українське національне та авангардне кіно. Першою жертвою замовного цькування через газети у 1929 році стає фільм Івана Кавалерідзе «Злива», який розкритиковано на сторінках київської «Кіно-газети».
У червні 1930 року в журналі «Кіно» публікуються тези доповіді Миколи Бажана «Творчі методи українського радянського кіномистецтва», де він у недотриманні діалектично-матеріалістичних принципів та формалізмі, крім Кавалерідзе, звинувачує також Фавста Лопанського, Павла Долину, Дзиґу Вертова, Арнольда Кордюма. Вертов і Кауфман стали жертвою критики також в наступній статті Бажана «Місіонери чистого кіно», а Лопатинському дісталося за «нацдемівство» і «уенерство» від В. Мускіна в статті в «Кіно» «Клясова боротьба в кіні».
30 грудня 1933 року у харківській «Літературній газеті» виходить стаття авторства Олександра Корнійчука та Івана Юрченка «Розгромити націоналізм в кінематографі». В ній на прикладі фільмів «Василина», «Тарас Трясило», «Кармелюк», «Тобі дарую» критикувалася націонал-буржуазна пропаганда, контрреволюційні настрої.
Закріпив наступ на українське кіно у 1934 році сумновідомий Перший Всесоюзний з'їзді радянських письменників, на якому Максим Горький закликав радянських митців визнати соціалістичний реалізм за основну творчу методу. Соцреалізм став фактично єдиним офіційним методом у Радянському Союзі, художники незгодні з цим були позбавлені можливості творити, а то і поплатилися життям.
Жертвами доби стають режисери Лесь Курбас, Фавст Лопатинський, Василь Радиш, доля яких назавжди губиться в таборах особливого призначення. Олександр Довженко вимушений покинути Україну і знімати соцреалістичні фільми по держзамовленню, Іван Кавалерідзе мусить відмовитися від задуму фільму «Дніпро» та знімати безтурботні кіно-оперети. Втрачають можливість продовжити свої творчі пошуки режисери Арнольд Кордюм, Марко Терещенко, Олександр Перегуда.

## Технічний злам
Важливими віхами для 1930-х років стає також прихід нових технологій в кіно — звуку та кольору.

### Прихід звуку в українське кіно
Першим українським звуковим фільмом (який тоді іменували, «тонкіно») згідно з виробничими планами українських кіностудій могли стати «Земля» Олександра Довженка, «Хліб» Миколи Шпиковського або «Коліївщина» Івана Кавалерідзе, «Навесні» Михайла Кауфмана. Однак їх усіх випередив Дзиґа Вертов, який у 1930 році закінчив документальну стрічку «Ентузіязм: Симфонія Донбасу»  — перший український звуковий фільм. Звук фільму було записано за допомогою апарату «Мікст» винайденого в Санкт-Петербурзі Олександром Шоріним.
ВУФКУ обрало апарат Шоріна з-поміж інших радянських та іноземних винаходів того часу (наприклад, апарат Таґера, на який наступного року знімався перший радянський ігровий звуковий фільм «Путівка в життя»). У грудні 1929 року Шорін приїздив з доповіддю на Київську кінофабрику. Апарат Шоріна існував як в стаціонарному, так і в експедиційному варіанті, останній починаючи з квітня 1930 року Дзиґа Вертов використовував при зйомках на Донбасі.
До кінця 1930 року в Україні планувалося переобладнати в звукові 30 кінотеатрів. Починаючи з 1931 року звук в кіно стає масовим явищем, в знімальні групи фільмів починають входити спеціалісти-звукорежисери. Першим українським ігровим звуковим фільмом у 1931 році став знятий у Києві анімаційно-ігровий фільм «Фронт» Олександра Соловйова, в якому використано також музичні фрагменти. Слідом за ним Юрій Мурін ставить короткий звуковий нарис «Музолімпіада», Фавст Лопатинський — етюд «На третій зміні». Наступного року Олександр Довженко готує свій перший звуковий фільм «Іван».
Першим звуковим фільмом Одеської кінофабрики в 1930 році планувалася стрічка «Людина з містечка» Григорія Рошаля, проте першим таким фільмом стала «Коліївщина» (1933) Івана Кавалерідзе.
Проте в цей час ще далеко не всі кінотеатри було переобладнано під звук тривалий час фільми випускалися в двох версіях: німій та звуковій. Паралельно налагоджувався процес озвучення деяких німих фільмів. Остаточний перехід радянського кіно на звук відбувся у 1935 році.

### Прихід кольору в українське кіно
Технології передачі кольору на екрані почали проникати в радянський кінематограф на початку 1930-х. У 1936 році режисером Ніколаєм Екком на московській студії «Межрабпомфильм» було випущено перший радянський кольоровий повнометражний ігровий фільм «Груня Корнакова», зроблений двокольоровим адитивним методом. Свій наступний фільм Микола Екк робить за цим же методом в Києві. Першою українською кольоровою стрічкою у 1939 році стає фільм Екка «Сорочинський ярмарок», знятий на Київській кіностудії.
Наступними кольоровими українськими фільмами знятими на українських студіях були «Травнева ніч» (1940) Миколи Садковича, «Блакитні дороги» (1947), «У мирні дні» (1950) Володимира Брауна, «Щедре літо» (1950) Бориса Барнета.
У 1938 році в радянському кіно для отримання кольору починають використовувати трикольоровий гідротипний метод. Першим ігровим радянським фільмом знятим таким методом стала поставлена на «Мосфільмі» стрічка режисера Ігоря Савченко «Іван Нікулін — російський матрос» (1944). Новим витком розвитку кольорового кіно стає використання багатошарової плівки. Першим радянським ігровим фільмом знятим таким методом в 1946 році стає випущена на «Мосфільмі» стрічка «Кам'яна квітка» Олександра Птушко. Надалі цей метод передачі кольору починають використовувати і на українських кіностудіях.

## Розквіт неігрового кіно
«Українфільм» більше року продовжує діяльність ВУФКУ з випуску хронікального щотижневого «Кіножурналу». Проте вже в 1931 році в Харкові на базі Товариства друзів радянського кіно виникає Українська фабрика кінохроніки, яку в 1938 році перейменовують в Українську студію хронікально-документальних фільмів, тоді ж таки студія переїздить до Києва та започатковує випуск хронікального кіножурналу «радянська Україна».

## Українське кіно часів Другої світової війни
Українське кіно часів Другої світової війни, частково евакуйоване на схід, було переважно підпорядковане ідеологічним завданням воєнної доби. Разом з тим, у цей час були зняті і справжні кіношедеври. До них можна віднести фільм «Райдуга» Марка Донського за сценарієм Ванди Василевської, який з надзвичайною художньою силою передає трагедію окупованого фашистами українського села. Фільм здобув низку міжнародних нагород, але, незважаючи на поширені чутки, так і не отримав «Оскар»
Сценарій Олександра Довженка «Україна в огні», який Сталін спочатку сприйняв схвально, потім було піддано розгромній критиці, а автора — шельмуванню. Одною з причин цього, про що Довженкові натякнули, було те, що у сценарії нічого не було сказано про вирішальну роль Сталіна у перемозі над ворогом. Крім того, у фільмах воєнних років за вказівкою «вождя» пропагувалася ідея швидкої та легкої перемоги над фашизмом.
Українські фільми 1945—1953 рр. підпорядковувались канонам «соціалістичного реалізму», їх велику цінність складають високий рівень акторської гри (на екрані в цей час з'являються Михайло Романов, Амвросій Бучма, Дмитро Мілютенко, молодий Сергій Бондарчук) і високофахові роботи кінооператорів («Подвиг розвідника», режисер Борис Барнет, оператор Данило Демуцький; «Тарас Шевченко», 1951, режисер Ігор Савченко, оператор Данило Демуцький та інші).

## Фільмографія українських кіностудій 1930—1940-х років

### Список деяких неігрових та анімаційних фільмів
| Назва                       | Режисер             | Рік  | Назва кіностудії                   |
| --------------------------- | ------------------- | ---- | ---------------------------------- |
| Ентузіязм: Симфонія Донбасу | Дзиґа Вертов        | 1930 | Київська кінофабрика «Українфільм» |
| Небувалий похід             | Михаїл Кауфман      | 1931 | Київська кінофабрика «Українфільм» |
| Перлина степу               | Михайло Капчинський | 1931 | Київська кінофабрика «Українфільм» |

### Список ігрових фільмів
| Назва                                            | Режисер                                 | Рік  | Назва кіностудії                                           |
| ------------------------------------------------ | --------------------------------------- | ---- | ---------------------------------------------------------- |
| Вітер з порогів                                  | Арнольд Кордюм                          | 1930 | Київська кінофабрика «Українфільм»                         |
| Вовчі стежки                                     | Лука Ляшенко                            | 1930 | Київська кінофабрика «Українфільм»                         |
| Життя в руках                                    | Давид Мар'ян                            | 1930 | Київська кінофабрика «Українфільм»                         |
| Земля                                            | Олександр Довженко                      | 1930 | Київська кінофабрика «Українфільм»                         |
| Зерно                                            | Лазар Бодик                             | 1930 | Київська кінофабрика «Українфільм»                         |
| Квартали передмістя                              | Григорій Гричер-Чериковер               | 1930 | Київська кінофабрика «Українфільм»                         |
| Колективістська весна                            | Ян Печорін                              | 1930 | Київська кінофабрика «Українфільм»                         |
| Контакт                                          | Євген Косухін                           | 1930 | Київська кінофабрика «Українфільм»                         |
| Мірабо                                           | Арнольд Кордюм                          | 1930 | Київська кінофабрика «Українфільм»                         |
| Не затримуйте рух                                | Павло Коломойцев                        | 1930 | Київська кінофабрика «Українфільм»                         |
| Свій хлопець                                     | Лазар Френкель                          | 1930 | Київська кінофабрика «Українфільм»                         |
| Секрет рапіду                                    | Павло Долина                            | 1930 | Київська кінофабрика «Українфільм»                         |
| Трансбалт                                        | Мирон Білинський                        | 1930 | Київська кінофабрика «Українфільм»                         |
| Чорні дні                                        | Павло Долина                            | 1930 | Київська кінофабрика «Українфільм»                         |
| Шашель                                           | Констянтин Болотов                      | 1930 | Київська кінофабрика «Українфільм»                         |
| Баштанська республіка                            | Соломон Лазурін                         | 1930 | Одеська кінофабрика «Українфільм»                          |
| Болотяні вогні                                   | Дмитро Ердман, Віктор Біязі             | 1930 | Одеська кінофабрика «Українфільм»                          |
| Все спокійно                                     | Карл Томський                           | 1930 | Одеська кінофабрика «Українфільм»                          |
| Гегемон                                          | Микола Шпиковський                      | 1930 | Одеська кінофабрика «Українфільм»                          |
| Гігієна жінки                                    | Євгенія Григорович                      | 1930 | Одеська кінофабрика «Українфільм»                          |
| Гість з Мекки                                    | Георгій Тасін                           | 1930 | Одеська кінофабрика «Українфільм»                          |
| Двадцять п'ять тисяч                             | Геогрій Стабовий                        | 1930 | Одеська кінофабрика «Українфільм»                          |
| Їхня вулиця                                      | Яків Геллер                             | 1930 | Одеська кінофабрика «Українфільм»                          |
| Криголам «Литке»                                 | Яків Геллер                             | 1930 | Одеська кінофабрика «Українфільм»                          |
| Людина з містечка                                | Григорій Рошаль                         | 1930 | Одеська кінофабрика «Українфільм»                          |
| Навалися!                                        | Фавст Лопатинський                      | 1930 | Одеська кінофабрика «Українфільм»                          |
| Перекоп                                          | Іван Кавалерідзе                        | 1930 | Одеська кінофабрика «Українфільм»                          |
| Підірвані дні                                    | Олександр Соловйов                      | 1930 | Одеська кінофабрика «Українфільм»                          |
| Право батьків                                    | Віра Строєва                            | 1930 | Одеська кінофабрика «Українфільм»                          |
| Солоні хлопці                                    | Георгій Тасін                           | 1930 | Одеська кінофабрика «Українфільм»                          |
| Ступати заважають (Їхня влада)                   | Геогрій Стабовий                        | 1930 | Одеська кінофабрика «Українфільм»                          |
| Хранитель музею                                  | Борис Тягно                             | 1930 | Одеська кінофабрика «Українфільм»                          |
| Червонці                                         | Петро Чардинін, Михайло Шор             | 1930 | Одеська кінофабрика «Українфільм»                          |
| Чистка (Скринька)                                | Ханан Шмаїн                             | 1930 | Одеська кінофабрика «Українфільм»                          |
| Штурм землі                                      | Лука Ляшенко                            | 1930 | Одеська кінофабрика «Українфільм»                          |
| Накип                                            | Леонід Луков, Г.Старчевський            | 1930 | Кіноробмол (Харків)                                        |
| Батьківщина моя — комсомол                       | Леонід Луков                            | 1931 | Київська кінофабрика «Українфільм»                         |
| Вогні Бессемера                                  | Павло Коломойцев, Євген Косухін         | 1931 | Київська кінофабрика «Українфільм»                         |
| Вогні над берегами                               | Олександр Соловйов                      | 1931 | Київська кінофабрика «Українфільм»                         |
| Генеральна репетиція                             | Мирон Білинський, Павло Коломойцев      | 1931 | Київська кінофабрика «Українфільм»                         |
| Італійка                                         | Леонід Луков                            | 1931 | Київська кінофабрика «Українфільм»                         |
| Кінець гнилого хвоста                            | Микола Савватєєв, Віталій Кучвальський  | 1931 | Київська кінофабрика «Українфільм»                         |
| Корінці комуни                                   | Леонід Луков                            | 1931 | Київська кінофабрика «Українфільм»                         |
| Людина без футляра                               | Віра Строєва                            | 1931 | Київська кінофабрика «Українфільм»                         |
| Музолімпіада                                     | Йосиф Мурін                             | 1931 | Київська кінофабрика «Українфільм»                         |
| Останній каталь                                  | Лазар Френкель                          | 1931 | Київська кінофабрика «Українфільм»                         |
| Перший рейс                                      | Григорій Гричер-Чериковер               | 1931 | Київська кінофабрика «Українфільм»                         |
| Полум'я гір                                      | Арнольд Кордюм                          | 1931 | Київська кінофабрика «Українфільм»                         |
| Травень у Горлівці                               | Григорій Рошаль                         | 1931 | Київська кінофабрика «Українфільм»                         |
| Фата-моргана                                     | Борис Тягно                             | 1931 | Київська кінофабрика «Українфільм»                         |
| Фронт                                            | Олександр Соловйов                      | 1931 | Київська кінофабрика «Українфільм»                         |
| Чатуй!                                           | Павло Долина                            | 1931 | Київська кінофабрика «Українфільм»                         |
| Чутверта зміна                                   | Олексій Швачко                          | 1931 | Київська кінофабрика «Українфільм»                         |
| Чорна шкіра                                      | Павло Коломойцев                        | 1931 | Київська кінофабрика «Українфільм»                         |
| Шахта 12-18                                      | Олексій Каплер                          | 1931 | Київська кінофабрика «Українфільм»                         |
| Авангард                                         | Микола Шпиковський                      | 1931 | Одеська кінофабрика «Українфільм»                          |
| Бабусина кофта                                   | Яків Геллер                             | 1931 | Одеська кінофабрика «Українфільм»                          |
| Вовчий хутір                                     | Олександр Штрижак                       | 1931 | Одеська кінофабрика «Українфільм»                          |
| Діти шахтарів                                    | Олексій Маслюков                        | 1931 | Одеська кінофабрика «Українфільм»                          |
| Зміна росте                                      | Лазар Бодик                             | 1931 | Одеська кінофабрика «Українфільм»                          |
| Кармелюк                                         | Фавст Лопатинський                      | 1931 | Одеська кінофабрика, Київська кінофабрика «Українфільм»    |
| Кротячі нори                                     | Карл Томський                           | 1931 | Одеська кінофабрика «Українфільм»                          |
| Ленінське містечко                               | Євгенія Григорович                      | 1931 | Одеська кінофабрика «Українфільм»                          |
| На великому шляху                                | Василь Радиш                            | 1931 | Одеська кінофабрика «Українфільм»                          |
| Народження героїні                               | Олексій Маслюков, Костянтин Ігнатьєв    | 1931 | Одеська кінофабрика «Українфільм»                          |
| Похила Олена                                     | Семен Кореняк                           | 1931 | Одеська кінофабрика «Українфільм»                          |
| Прийомак                                         | Олександр Штрижак                       | 1930 | Одеська кінофабрика «Українфільм»                          |
| Свині завжди свині                               | Ханан Шмаїн                             | 1931 | Одеська кінофабрика «Українфільм»                          |
| Хода мільйонів                                   | Карл Томський                           | 1931 | Одеська кінофабрика «Українфільм»                          |
| Штурмові ночі                                    | Іван Кавалерідзе                        | 1931 | Одеська кінофабрика «Українфільм»                          |
| Ясночервоне вугілля                              | Микола Савватєєв                        | 1931 | Одеська кінофабрика «Українфільм»                          |
| Боротьба триває                                  | Леонід Луков                            | 1932 | Київська кінофабрика «Українфільм»                         |
| Висота №5                                        | Фавст Лопатинський                      | 1932 | Київська кінофабрика «Українфільм»                         |
| Ешелон № …                                       | Леонід Луков                            | 1932 | Київська кінофабрика «Українфільм»                         |
| Остання ніч (Зона)                               | Михайло Капчинський                     | 1932 | Київська кінофабрика «Українфільм»                         |
| Іван                                             | Олександр Довженко                      | 1932 | Київська кінофабрика «Українфільм»                         |
| Марш шахтарів                                    | Йосиф Мурін                             | 1932 | Київська кінофабрика «Українфільм»                         |
| Можливо завтра                                   | Дмитро Дальський, Людмила Сніжинська    | 1932 | Київська кінофабрика «Українфільм»                         |
| На варті                                         | Борис Павлов                            | 1932 | Київська кінофабрика «Українфільм»                         |
| На заході зміни                                  | Мирон Білинський                        | 1932 | Київська кінофабрика «Українфільм»                         |
| На передових позиціях                            | Лука Ляшенко                            | 1932 | Київська кінофабрика «Українфільм»                         |
| Негр із Шеридану                                 | Павло Коломойцев                        | 1932 | Київська кінофабрика «Українфільм»                         |
| Океан                                            | Олександр Ржешевський                   | 1932 | Київська кінофабрика «Українфільм»                         |
| Разом з батьками                                 | Лазар Френкель                          | 1932 | Київська кінофабрика «Українфільм»                         |
| Рік народження 1917-й                            | Лазар Бодик                             | 1932 | Київська кінофабрика «Українфільм»                         |
| Свято Унірі                                      | Павло Долина                            | 1932 | Київська кінофабрика «Українфільм»                         |
| Товариш С-555                                    | Леонід Луков                            | 1932 | Київська кінофабрика «Українфільм»                         |
| Шлях вільний                                     | Ісаак Животовський                      | 1932 | Київська кінофабрика «Українфільм»                         |
| Штормова ніч                                     | Йосиф Мурін                             | 1932 | Київська кінофабрика «Українфільм»                         |
| Атака                                            | Георгій Тасін                           | 1932 | Одеська кінофабрика «Українфільм»                          |
| Випадок в степу                                  | Петро Чардинін                          | 1932 | Одеська кінофабрика «Українфільм»                          |
| Вирішальний старт                                | Борис Тягно                             | 1932 | Одеська кінофабрика «Українфільм»                          |
| Вогні доків                                      | Петро Чардинін                          | 1932 | Одеська кінофабрика «Українфільм»                          |
| Зореносці                                        | Олександр Штрижак                       | 1932 | Одеська кінофабрика «Українфільм»                          |
| Мокра пристань                                   | Мирон Білинський                        | 1932 | Одеська кінофабрика «Українфільм»                          |
| Поздоровляю з переходом                          | Євгенія Григорович                      | 1932 | Одеська кінофабрика «Українфільм»                          |
| Смачного                                         | Ханан Шмаїн                             | 1932 | Одеська кінофабрика «Українфільм»                          |
| Біла смерть                                      | Михайло Капчинський                     | 1933 | Київська кінофабрика «Українфільм»                         |
| Коліївщина                                       | Іван Кавалерідзе                        | 1933 | Київська кінофабрика «Українфільм»                         |
| Робітничо-колгоспна                              | Іван Софронов                           | 1933 | Київська кінофабрика «Українфільм»                         |
| Роман міжгір'я                                   | Фавст Лопатинський, Павло Коломойцев    | 1933 | Київська кінофабрика «Українфільм»                         |
| Любов                                            | Олександр Гавронський, Ольга Улицька    | 1933 | Київська кінофабрика «Українфільм»                         |
| Степові пісні                                    | Яків Урінов                             | 1933 | Київська кінофабрика «Українфільм»                         |
| Суворі дні                                       | Олександр Штрижак                       | 1933 | Одеська кінофабрика «Українфільм»                          |
| Кришталевий палац                                | Григорій Гричер-Чериковер               | 1934 | Київська кінофабрика «Українфільм»                         |
| Молодість                                        | Леонід Луков                            | 1934 | Київська кінофабрика «Українфільм»                         |
| Останній порт                                    | Арнольд Кордюм                          | 1934 | Київська кінофабрика «Українфільм»                         |
| Мак цвіте                                        | Йосиф Мурін                             | 1934 | Київська кінофабрика «Українфільм»                         |
| Моє                                              | Олександр Штрижак                       | 1934 | Київська кінофабрика «Українфільм»                         |
| Мурзилка в Африці                                | Євген Горбач, Семен Гуєцький            | 1934 | Київська кінофабрика «Українфільм»                         |
| Соловей і троянда                                | Вадим Кодацький                         | 1934 | Київська кінофабрика, Київський кіноінститут «Українфільм» |
| Червона хустина                                  | Лазар Френкель                          | 1934 | Київська кінофабрика «Українфільм»                         |
| Щасливий фініш                                   | Павло Коломойцев                        | 1934 | Київська кінофабрика «Українфільм»                         |
| Велика гра                                       | Георгій Тасін                           | 1934 | Одеська кінофабрика «Українфільм»                          |
| Дочка партизана                                  | Мечислава Маєвська, Олексій Маслюков    | 1934 | Одеська кінофабрика «Українфільм»                          |
| Страта                                           | Мирон Білинський                        | 1934 | Одеська кінофабрика «Українфільм»                          |
| Аероград                                         | Олександр Довженко                      | 1935 | Мосфільм, Київська кінофабрика «Українфільм»               |
| Дивний сад                                       | Лазар Френкель                          | 1935 | Київська кінофабрика «Українфільм»                         |
| Іван Іванович                                    | Володимир Фейнберг                      | 1935 | Київська кінофабрика «Українфільм»                         |
| Інтриган                                         | Яків Урінов                             | 1935 | Київська кінофабрика «Українфільм»                         |
| Немає коли                                       | Вадим Юнаковський                       | 1935 | Київська кінофабрика «Українфільм»                         |
| Пісні України                                    | Павло Коломойцев                        | 1935 | Київська кінофабрика «Українфільм»                         |
| Прометей                                         | Іван Кавалерідзе                        | 1935 | Київська кінофабрика «Українфільм»                         |
| Ревізор                                          | Михайло Каростін                        | 1935 | Київська кінофабрика «Українфільм»                         |
| Буддьониши                                       | Євгенія Григорович                      | 1935 | Одеська кінофабрика «Українфільм»                          |
| Кондуїт                                          | Борис Шелонцев                          | 1935 | Одеська кінофабрика «Українфільм»                          |
| Веснянка                                         | Віталій Кучвальський                    | 1936 | Київська кінофабрика «Українфільм»                         |
| Київ                                             | Борис Ляховський                        | 1936 | Київська кінофабрика «Українфільм»                         |
| Наталка Полтавка                                 | Іван Кавалерідзе                        | 1936 | Київська кінофабрика «Українфільм»                         |
| Справжній товариш                                | Лазар Бодик, Абрам Окунчиков            | 1936 | Київська кінофабрика «Українфільм»                         |
| Суворий юнак                                     | Абрам Роом                              | 1936 | Київська кінофабрика «Українфільм»                         |
| Том Сойєр                                        | Лазар Френкель                          | 1936 | Київська кінофабрика «Українфільм»                         |
| Українські пісні на екрані                       | Іван Кавалерідзе                        | 1936 | Київська кінофабрика «Українфільм»                         |
| Якось влітку                                     | Ханан Шмаїн, Ігор Ільїнський            | 1936 | Київська кінофабрика «Українфільм»                         |
| Я люблю                                          | Леонід Луков                            | 1936 | Київська кінофабрика «Українфільм»                         |
| Застава біля чортового броду                     | Костянтин Ісаєв                         | 1936 | Одеська кінофабрика «Українфільм»                          |
| Карл Бруннер                                     | Мечислава Маєвська, Олексій Маслюков    | 1936 | Одеська кінофабрика «Українфільм»                          |
| Над річкою бережком                              | Віталій Кучвальський                    | 1936 | Одеська кінофабрика «Українфільм»                          |
| Повінь                                           | Микола Садкович, Лев Голуб              | 1936 | Одеська кінофабрика «Українфільм»                          |
| Пригоди Петрушки                                 | Костянтин Ісаєв                         | 1936 | Одеська кінофабрика «Українфільм»                          |
| Сонячний маскарад                                | Євгенія Григорович                      | 1936 | Одеська кінофабрика «Українфільм»                          |
| Багата наречена                                  | Іван Пир'єв                             | 1937 | Київська кінофабрика «Українфільм»                         |
| Запорожець за Дунаєм                             | Іван Кавалерідзе                        | 1937 | Київська кінофабрика «Українфільм»                         |
| Новели про героїв-льотчиків                      | Олександр Уманський                     | 1937 | Київська кінофабрика «Українфільм»                         |
| Чий кандидат?                                    | Віктор Довбищенко, Володимир Галицький  | 1937 | Київська кінофабрика «Українфільм»                         |
| Гірська квітка (Едельвейс)                       | Василь Артеменко                        | 1937 | Одеська кінофабрика «Українфільм»                          |
| Іноземка                                         | Володимир Гончуков                      | 1937 | Одеська кінофабрика «Українфільм»                          |
| Назар Стодоля                                    | Георгій Тасін                           | 1937 | Одеська кінофабрика «Українфільм»                          |
| Пальма                                           | Ю. Гольцев                              | 1937 | Одеська кінофабрика «Українфільм»                          |
| Директор                                         | Леонід Луков                            | 1938 | Київська кінофабрика «Українфільм»                         |
| Кармелюк                                         | Георгій Тасін                           | 1938 | Одеська кіностудія                                         |
| Мати                                             | Ю. Гольцев                              | 1938 | Одеська кіностудія                                         |
| Митько Лелюк                                     | Мечислава Маєвська, Олексій Маслюков    | 1938 | Одеська кіностудія                                         |
| Морський пост                                    | Володимир Гончуков                      | 1938 | Одеська кіностудія                                         |
| Педро                                            | Борис Митякін                           | 1938 | Одеська Перша комсомольська кіностудія                     |
| Стара фортеця                                    | Мирон Білинський                        | 1938 | Одеська кіностудія                                         |
| Велике життя                                     | Леонід Луков                            | 1939 | Київська кіностудія                                        |
| Вершники                                         | Ігор Савченко                           | 1939 | Київська кіностудія                                        |
| Винищувачі                                       | Едуард Пенцлін                          | 1939 | Київська кіностудія                                        |
| Ескадрилья № 5                                   | Абрам Роом                              | 1939 | Київська кіностудія                                        |
| Кубанці                                          | Матвій Володарський, Микола Красій      | 1939 | Київська кіностудія                                        |
| Сорочинський ярмарок                             | Микола Екк                              | 1939 | Київська кіностудія                                        |
| Стожари                                          | Іван Кавалерідзе                        | 1939 | Київська кінофабрика                                       |
| Трактористи                                      | Іван Пир'єв                             | 1939 | Мосфільм, Київська кіностудія                              |
| Гомони містечко                                  | Микола Садкович                         | 1939 | Київська кіностудія                                        |
| Щорс                                             | Олександр Довженко                      | 1939 | Київська кіностудія                                        |
| Моряки                                           | Володимир Браун                         | 1939 | Одеська кіностудія                                         |
| Сімнядцятилітні                                  | Мирон Білинський                        | 1939 | Одеська кіностудія                                         |
| Буковина — земля українська                      | Юлія Солнцева, Лазар Бодик              | 1940 | Київська кіностудія                                        |
| Визволення                                       | Олександр Довженко, Юлія Солнцева       | 1940 | Київська кіностудія                                        |
| Вітер зі Сходу                                   | Абрам Роом                              | 1940 | Київська кіностудія                                        |
| Травнева ніч                                     | Микола Садкович                         | 1940 | Київська кіностудія                                        |
| Макар Нечай                                      | Владімір Лєбєдєв-Шмідтгоф               | 1940 | Київська кіностудія                                        |
| П'ятий океан                                     | Ісидор Анненський                       | 1940 | Київська кіностудія                                        |
| Небеса                                           | Юрій Тарич                              | 1940 | Одеська кіностудія                                         |
| Танкер «Дербент»                                 | Олександр Файнциммер                    | 1940 | Одеська кіностудія                                         |
| Багаття в лісі                                   | Лазар Френкель                          | 1941 | Київська кіностудія                                        |
| Богдан Хмельницький                              | Ігор Савченко                           | 1941 | Київська кіностудія                                        |
| Бойова кінозбірка № 8. Три танкісти              | Микола Садкович                         | 1941 | Київська кіностудія                                        |
| Бойова кінозбірка № 8. Ніч над Белградом         | Леонід Луков                            | 1941 | Київська кіностудія                                        |
| Мати                                             | Леонід Луков                            | 1941 | Київська кіностудія                                        |
| Боксери                                          | Володимир Гончуков                      | 1941 | Одеська кіностудія                                         |
| Дочка моряка                                     | Георгій Тасін                           | 1941 | Одеська кіностудія                                         |
| Остання черга                                    | Георгій Тасін                           | 1941 | Одеська кіностудія, Ташкентська кіностудія                 |
| Морський яструб                                  | Володимир Браун                         | 1941 | Одеська кіностудія, Ташкентська кіностудія                 |
| Прохорівна                                       | Михайло Юдін                            | 1941 | Одеська кіностудія, Ташкентська кіностудія                 |
| Таємничий острів                                 | Едуард Пенцлін                          | 1941 | Одеська кіностудія                                         |
| Бойова кінозбірка № 9. Квартал № 14              | Ігор Савченко                           | 1942 | Київська кіностудія                                        |
| Бойова кінозбірка № 9. Маяк                      | Марк Донськой                           | 1942 | Київська кіностудія                                        |
| Бойова кінозбірка № 9. Сині скелі                | Володимир Браун                         | 1942 | Київська кіностудія                                        |
| Бойова кінозбірка № 11. Павуки                   | Ілля Трауберг, Ігор Земгано             | 1942 | Ашхабадська кіностудія                                     |
| Бойова кінозбірка № 11. Сто другий кілометр      | Володимир Браун                         | 1942 | Ашхабадська кіностудія                                     |
| Бойова кінозбірка № 11. Кар'єра лейтенанта Гоппа | Микола Садкович                         | 1942 | Ашхабадська кіностудія                                     |
| Музичний кінозбірник. Чарівна скрипка            | Олександр Івановський                   | 1942 | Київська кіностудія, Ашхабадська кіностудія                |
| Музичний кінозбірник. Відкриття сезону           | Владімір Лєбєдєв-Шмідтгоф               | 1942 | Київська кіностудія, Ашхабадська кіностудія                |
| Олександр Пархоменко                             | Леонід Луков                            | 1942 | Київська кіностудія, Ташкентська кіностудія                |
| Партизани в степах України                       | Ігор Савченко                           | 1942 | Київська кіностудія, Ашхабадська кіностудія                |
| Літа молодії                                     | Григорій Гричер-Чериковер               | 1942 | Київська кіностудія, Ашхабадська кіностудія                |
| Як гартувалась сталь                             | Марк Донськой                           | 1942 | Київська кіностудія, Ашхабадська кіностудія                |
| Битва за нашу Радянську Україну                  | Юлія Солнцева, Яків Авдієнко            | 1943 | Центральна та Українська студія кінохроніки                |
| Райдуга                                          | Марк Донськой                           | 1943 | Київська кіностудія                                        |
| В далекому плаванні                              | Володимир Браун                         | 1945 | Київська кіностудія                                        |
| Зигмунд Колосовський                             | Сигізмунд Навроцький, Борис Дмоховський | 1945 | Київська кіностудія,                                       |
| Нескорені                                        | Марк Донськой                           | 1945 | Київська кіностудія                                        |
| Українські мелодії                               | Ігор Земгано                            | 1945 | Київська кіностудія, Ашхабадська кіностудія                |
| Центр нападу                                     | Семен Дерев'янський, Ігор Земгано       | 1946 | Київська кіностудія                                        |
| Блакитні дороги                                  | Володимир Браун                         | 1947 | Київська кіностудія                                        |
| Подвиг розвідника                                | Борис Барнет                            | 1947 | Київська кіностудія                                        |
| Третій удар                                      | Ігор Савченко                           | 1948 | Київська кіностудія                                        |
| У мирні дні                                      | Володимир Браун                         | 1950 | Київська кіностудія                                        |
| Щедре літо                                       | Борис Барнет                            | 1950 | Київська кіностудія                                        |